# DS山村美紗サスペンス 舞妓小菊・記者キャサリン・葬儀屋石原明子 古都に舞う花三輪 京都殺人事件ファイル
『DS山村美紗サスペンス 舞妓小菊・記者キャサリン・葬儀屋石原明子 古都に舞う花三輪 京都殺人事件ファイル』（ディーエスやまむらみさサスペンス まいここぎく・きしゃキャサリン・そうぎやいしはらあきこ ことにまうはなさんりん きょうとさつじんじけんファイル）は、2008年6月5日に、テクモから発売されたニンテンドーDS用ソフト。

## 概要
前年に発売されたDS西村京太郎サスペンス 新探偵シリーズ「京都・熱海・絶海の孤島 殺意の罠」に続くDSサスペンスシリーズの第2弾である。今作の監修は山村美紗オフィス（原案は山村美紗名義）で、山村が生前に作品の舞台として好んで選定し、実際に居住地としていた京都で起こる事件の謎を解くアドベンチャーゲームである。
本作には山村の推理小説に登場するキャラクターが多数登場しており、「祇園舞妓 小菊シリーズ」の小菊、「キャサリンシリーズ」のキャサリン・ターナー、そして葬儀社社長の石原明子がそれぞれ主役となって事件に挑む。物語は3つとも独立しており、どの物語からでも自由に始めることができる。
操作やシステムのチュートリアルが主な役割となる「プロローグ 狩矢警部の休日」をクリアしてから3人の主役達の物語を選択して進める形で、3つの物語には共通して登場する実在の観光地や名所、架空の飲食店などがあり、ゲーム内における京都の地図にはそれぞれの物語で訪れる名所や企業などがアイコンの形で見られる。ストーリーの途中では別の主役が顔見せするシーンもある。
「DS西村京太郎シリーズ」と同様に事件の推理には様々な選択肢が表示されるが、本作においても誤った選択肢を選んでも再度選べるようになっている（主人公のパートナーとなる男性や事件の関係者から推理の誤認を指摘される事はあるが、それらを選ばないと得られないセリフやアニメーションも多数存在する）ため、ゲームオーバーになることは無い。今作だけのオリジナル機能として「人物相関図」があり、主人公を含めた全ての登場人物の関係性が物語を進めるにつれて自動で更新されていく。また、DS西村京太郎シリーズより改良された点として、登場人物との会話の最中にセーブできるようになっている。
「おまけ」には京都に関するクイズを集めたスタンプラリークイズや、物語の中で登場するキーワードに関する雑学を解説する「雑学手帳」などがある。全ての物語を好成績でクリアした場合には隠し項目としてゲーム中に採用されるBGMを聴く事ができる。

## 登場人物

### メインキャラクター
小菊（こぎく）
京都・祇園で舞妓をしている女の子。推理小説が好きで、事件が起こると自身の推理を駆使して事件を解決に導く。今回は事件の調査をするにあたり私服姿を披露する。
沢木 潤一郎（さわき じゅんいちろう）
京都を中心に日本各地で活躍する日本画家。個展を開催しては自身の作品が高値で取引される。小菊を贔屓にしており、お茶屋を訪れた際には必ず小菊を指名する。
キャサリン・ターナー
元アメリカ副大統領の娘。記者として来日を繰り返すうちに日本が好きになり、現在は京都に自宅を構えている。今回は人気の若手能楽師と能の取材で浜口と行動を共にする。浜口のことは「イチロー」と呼ぶ。
浜口 一郎（はまぐち いちろう）
キャサリンの恋人で京南大学助教授の政治学者。キャサリンに日本の様々な分野を解説することが多いが、時より自ら参考書籍を買いに行くなどキャサリンをサポートしている。キャサリンのことは「キャシイ」と呼ぶ。
石原 明子（いしはら あきこ）
京都にある葬儀社「石原葬儀社」の女社長。事故で死亡した父の会社を継承するために進学先の東京から戻ってきた。葬儀の業務に取り組みながら恋人である黒沢と共に事件解決へ向けて動く。
黒沢 秋彦（くろさわ あきひこ）
明子の恋人。東京で内科医を務めているが時間を見つけては京都へ来る遠距離恋愛を続けている。今回は休暇中に論文を仕上げる条件で京都を訪れていた。本心では明子に東京へ来て欲しいと思っている。
狩矢 荘助（かりや そうすけ）
京都府警察本部刑事部捜査第一課の警部。京都を中心に殺人事件を担当する。大柄な体格だが怒る様子はほとんど見せない。本作では全編にわたって登場するほか、操作方法の説明を兼ねたプロローグでは「狩矢警部の休日」として主人公となる。
秋山（あきやま）
石原葬儀社に務めるベテラン社員で、通称「葬儀のスペシャリスト」。明子曰く「秋山さん一人で葬儀を切り盛りできる」ほどの技量の持ち主。京都の老舗京織物屋「津久井」の社長である津久井勉とは幼馴染だが、彼からはある秘密を話すよう頼まれている。
マスター
京都・平安神宮の近くにある人気の店「アガサ珈琲店」のマスター。彼の淹れるコーヒーを求めて常連客を中心に多く集まる。口が堅いが主人公からの協力には応じる。
桜（さくら）
京都・平安神宮の近くにある小料理屋「桜亭」の女将。名物は京野菜のシチューと生麩田楽、紫蘇のジュース。狩矢ら主要人物が頻繁に訪れる。

### 小菊編
寿々乃（すずの）
小菊と仲の良い後輩舞妓。大人しい性格だがある事を理由として舞妓を辞めようとしていた。
豆雛（まめひな）
小菊・寿々乃と同僚の舞妓だが小菊とは面識がほとんど無い。寿々乃曰く「新しい舞なども要領よくすぐ覚える」らしいが威圧的な態度をとるため、寿々乃は苦手にしている。小菊らが訪れた座敷「はな吉」の庭で殺害されているのが見つかる。
津久井 勉（つくい つとむ）
京都の老舗京織物屋「津久井」の社長。石原葬儀社の秋山とは幼馴染。次期社長として専務の高木を選定していたが豆雛殺害事件の後に行方不明となり、京都市内の別荘で死亡しているのが見つかる。
春美（はるみ）
勉の幼馴染で不倫関係にあった。物語の時点で既に亡くなっているが死の直前には妊娠していた。
高木 仁（たかぎ ひとし）
京都の老舗京織物屋「津久井」の専務取締役。社長の勉の部下で、勉からは次期社長の話をされていた。豆雛とは口論が絶えなかった。機械関連の操作に弱い。
鏡 由起哉（かがみ ゆきや）
京都の老舗京織物屋「津久井」の直営店店長。眼鏡をかけた知的な男で、女性に対しては冷たい雰囲気を漂わせるがそれには理由があった。勉・高木の部下。

### キャサリン編
阪戸 観之介（さかど かんのすけ）
能「阪戸流」の家元。京都に本社を持つ日本茶製造会社「緑煎屋」の協賛および所有の能楽堂を使用し、能の伝統保護および公演、人材育成に力を注いでいる。
阪戸 啓乃進（さかど けいのしん）
観之介の弟子。能の主要題目「道成寺」のシテを務めるため稽古に励むが、能楽堂で毒殺されているのが見つかる。盛太郎は兄弟子にあたるが、盛太郎より先にシテを務める理由は観之介が話そうとしない。
阪戸 盛太郎（さかど せいたろう）
観之介の弟子。啓乃進は弟弟子になる。「道成寺」のシテを狙うも啓乃進が先に務める事が決まってしまった。舟木美恵子とは交際関係にある。
萩 麗子（はぎ れいこ）
「緑煎屋」の女社長。能好きが高じて能楽堂を所有し、観之介らの稽古をサポートしているが実際は啓乃進に対してある想いを持つ。
藤村 千尋（ふじむら ちひろ）
「緑煎屋」の社長秘書。緑煎屋には2年前に入社している。眼鏡をかけた知的な印象だが能には詳しくなく、オペラやミュージカルなどを好む。
藤村 小百合（ふじむら さゆり）
千尋の妹で彗太の母親。故人。彗太を出産した直後に嵯峨野で自殺している。
藤村 彗太（ふじむら けいた）
2歳になる小百合の一人息子だが、小百合の死後は千尋とテツ子が面倒を見ている。事件が進むにつれて彗太の実の父親が判明する。
舟木 美恵子（ふなき みえこ）
「緑煎屋」の社員で、大好きだという能の囃子を聴きながら能楽堂で受付を担当している。明るい笑顔がチャームポイントで、盛太郎とは交際関係にある。
原 テツ子（はら てつこ）
京都にある修学旅行向けの土産屋の主人。千尋とは古くからの知り合いで、千尋が勤務の際は彗太を預かっているが、千尋の様子の異変に気づく。

### 石原明子編
唐沢 有樹（からさわ ゆき）
京都市内にあるカフェ「薫葉茶店」で働く明子の友人。明るいが心配性で菜々と連絡が取れなくなったことを不審に思い、早退して明子らと共にマンションへ向かう。
大東 和馬（だいとう かずま）
京都に住む資産家。市内に数件のマンションを所有している。菜々は血縁関係にある一人娘で、菜々が殺害されても警察へ通報しようとする明子らを止めようとする。
大東 弥那子（だいとう みやこ）
和馬の妻。前夫と離婚後に和馬と再婚している。派手好きで休日には菜々と頻繁に外出していた。かつては料理教室を開いて菜々に料理を教えていた。
大東 恭治（だいとう きょうじ）
弥那子の血縁関係にある一人息子。20歳前後だが甘やかされて育ったためか子供のような性格が抜け切れていない。
大東 菜々（だいとう なな）
和馬の実娘。和馬が買い与えた京都市内のマンションの一室で一人暮らししていたが、浴室で遺体となって見つかる。有樹とは親友で、国分寺司とは婚約していた。
堀 佐斗史（ほり さとし）
京都市内で勤務する宮大工。国分寺の先輩。坊主刈りで煙草を咥え攻撃的な口調で話す。菜々に片思いをしていたが振られ、のちに菜々の住んでいたマンションの屋上から転落死した。
国分寺 司（こくぶんじ つかさ）
京都市内で勤務する宮大工。堀の後輩でいじめに遭うこともあった。菜々とは婚約していた。
管理人
菜々が住むマンションの管理人。

## ストーリー
舞妓小菊編 〜祇園舞妓殺人事件〜
沢木は舞妓が使用する帯のデザインを手掛けることになり、老舗織物屋「津久井」の社長らとお茶屋「はな吉」で宴席を設けることになった。そこへ舞妓として呼ばれた小菊は、後輩舞妓の寿々乃と「はな吉」へ向かうが、近道のために通った庭で先輩舞妓・豆雛の遺体を見つける。怨恨によるものとして人間関係を中心に調査を進めていく。やがて、津久井の社長に横領の疑惑が浮上し、社長と寿々乃にはある関係が判明したが2人ともそのことについては口を開こうとせず、その直後に津久井の社長が市内の別荘で亡くなっているのが見つかった。遺書によれば追い詰められての自殺とされたが、その遺書は偽造されたもので津久井の社長は殺害されたことが判明。真犯人は一体誰なのか。津久井の社長と寿々乃はどういう関係なのか。
記者キャサリン編 〜天才能楽師殺人事件〜
能の取材のため、能楽堂を所有する京都でも有名な日本茶製造会社「緑煎屋」を訪ねたキャサリンと浜口。演目「道成寺」の公演を控え、シテを務める阪戸流の若手の天才能楽師・阪戸啓之進の特集を組むために取材を続けていたが、啓之進は稽古後の能楽堂で青酸カリによって殺されてしまう。現場からは啓之進が稽古に使用していた能面が無くなっていることが判明。調査を進めていくうちに、兄弟子・盛太郎より先にシテを務める啓之進にはある事情があった。啓之進の死から始まる、盛太郎や阪戸流を支える緑煎屋の女社長、さらに啓之進のかつての交際相手など様々な人間関係が絡み合う「道成寺」のような事件の結末は。
葬儀屋石原明子編 〜資産家令嬢殺人事件〜
久しぶりに京都にやってきた黒沢と共に、親友・唐沢有樹の勤める和菓子屋を訪れた明子。しかし有樹は昨日から親友の大東菜々と連絡が取れないことを不審に思っていた。有樹らと共に菜々のマンションを訪ねると、浴室で手首を切って死んでいる菜々を発見する。遺体の状況に不審な点を見つけた明子は殺害されたとみて、事件として調査することを考えつつ、調査がしやすいように自身の会社によって菜々の葬儀を行うことを決める。大東家の当主・和馬のもとを訪れるが和馬は菜々の司法解剖を認めず、明子は黒沢や狩矢の力を借りながら事件を徹底的に調査する。

## スタッフ
- 原案 - 山村美紗
- 監修 - 山村美紗オフィス